# ICQ
ICQ ("I seek you", et busque) va ser un client de missatgeria instantània i el primer del seu tipus a ser àmpliament utilitzat a Internet, mitjançant el qual era possible xatejar i enviar missatges instantanis a altres usuaris connectats a la xarxa d'ICQ. També permetia l'enviament d'arxius, videoconferències i xarrades de veu.
ICQ va ser creat per 4 joves israelians el 1996 amb el nom de Mirabilis amb el propòsit d'introduir una nova forma de comunicació sobre Internet. El 8 de juny de 1998 la companyia va ser adquirida per AOL per 287 milions de dòlars. Des d'abril de 2010 és propietat de Mail.ru Group.
En el seu moment de màxima popularitat l'any 2001, ICQ va arribar a tenir 100 milions d'usuaris registrats. Quan Mail.Ru va comprar-la el 2010, hi havia 42 milions d'usuaris diaris. El 2022, ICQ tenia 11 milions d'usuaris mensuals.
El servei tancà el 26 de juny de 2024.
El protocol de comunicacions utilitzat per ICQ és conegut com OSCAR, utilitzat també per AIM. Els usuaris de la xarxa ICQ són identificats amb un nombre, el qual és assignat al moment de registrar un nou usuari, dit UIN ("Universal Internet Number" o "nombre universal d'Internet"). A causa del gran nombre d'usuaris d'ICQ, les identificacions d'usuari més recents es troben per sobre del nombre 100.000.000. En alguns casos, els nombres més simples i fàcils de recordar foren venuts en subhastes per Internet o fins i tot segrestats per altres usuaris.